# 低地オーストリア交通機関会社ET1形電車
ET1形は、オーストリアの低地オーストリア交通機関会社（NÖVOG）が所有する狭軌鉄道であるマリアツェル線で使用されている電車。Himmelstreppe（天国への階段）という愛称が付けられている。2013年9月5日から営業運転を開始した。

## 概要
2010年にオーストリア連邦鉄道からマリアツェル線の運行権を獲得したNÖVOGは、施設や運行管理システムの更新などの近代化施策を実行する事を決定した。その一環として、同年12月にそれまで使用されていた客車列車に代わる新型車両をスイスのシュタッドラー・レールに発注した。
3車体連接式構造の電車で、動力台車が設置されている両先頭部の前方を除いた全体の60％が低床車体となっており、乗降扉部もノンステップ構造となっている。車内にはバリアフリーに対応したトイレが設置されている他、最大12台まで自転車を停める事ができる場所もあり、通勤・近郊路線と観光路線の2つの役割を持つマリアツェル線に適した仕様となっている。なお座席はモジュール構造となっており、自転車利用客が多い夏季には座席配置の変更も可能である。
電動機にはIGBTが搭載されており、単独での運用以外にパノラマ客車を後方に連結した状態でも走行可能な高出力を実現させている。また前面部は欧州の安全基準であるEN15227に基づきクラッシャブルゾーンを含んだ形状になっている。

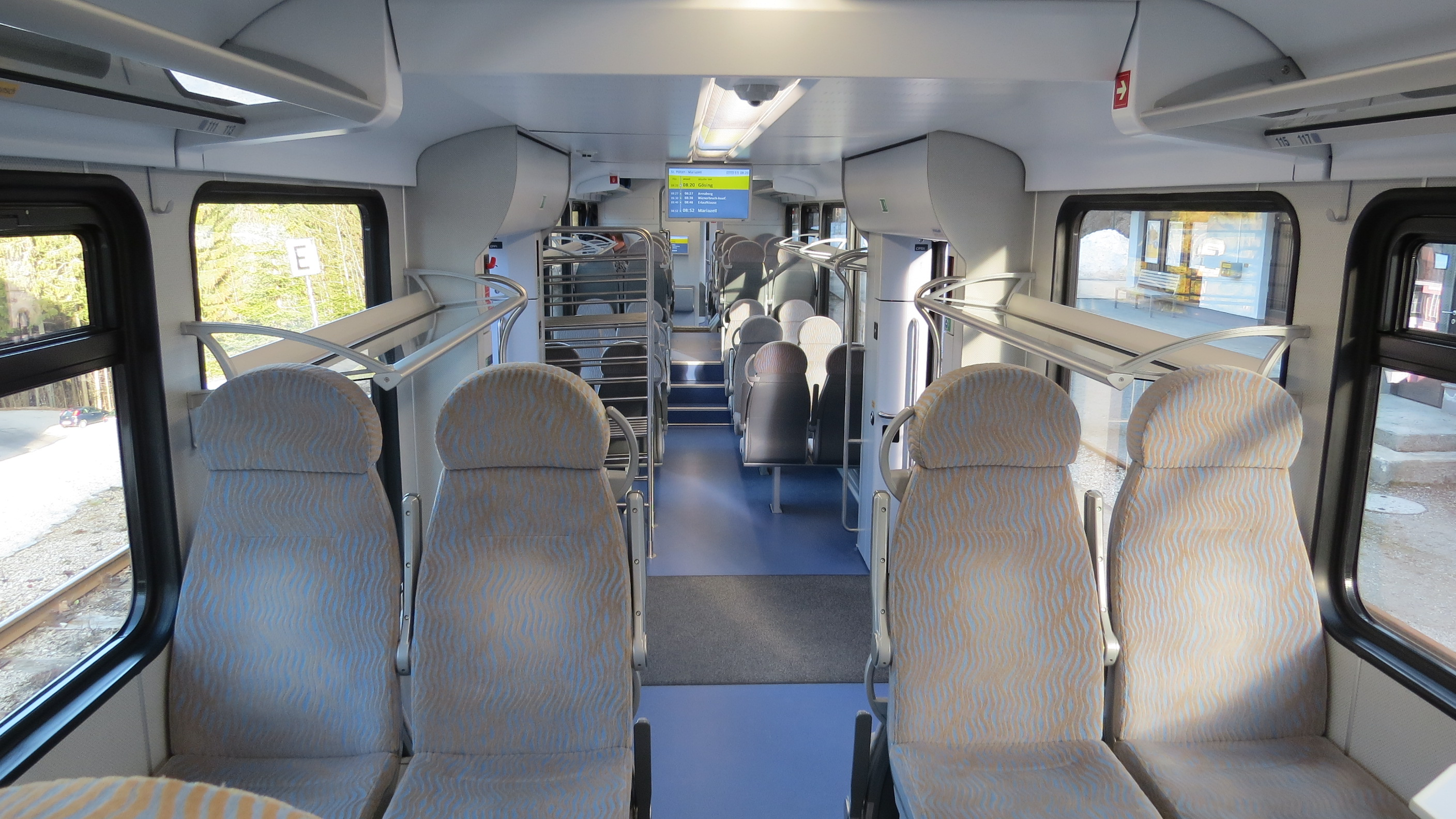
内装
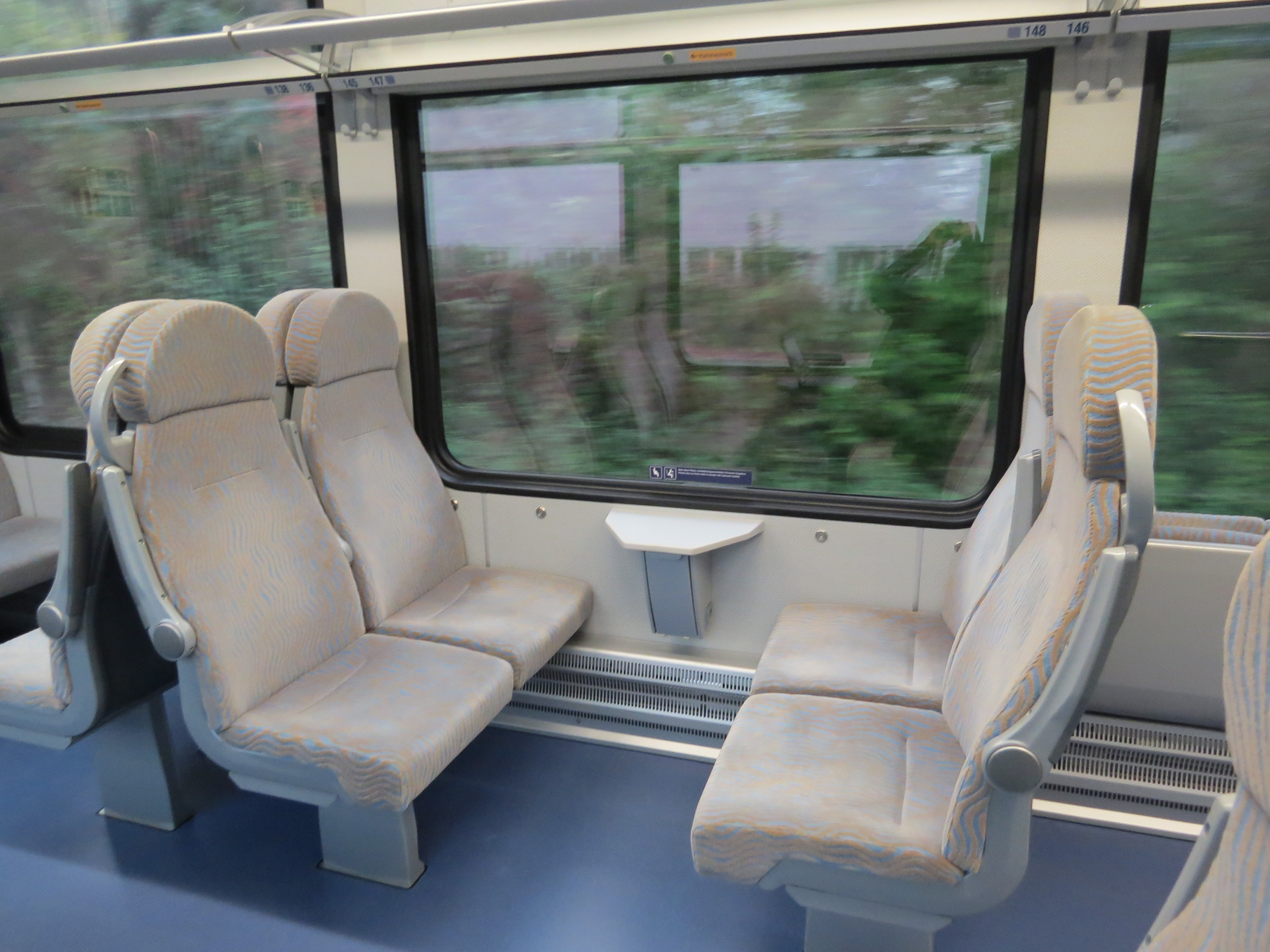
向かい合わせのクロスシートが配置されている
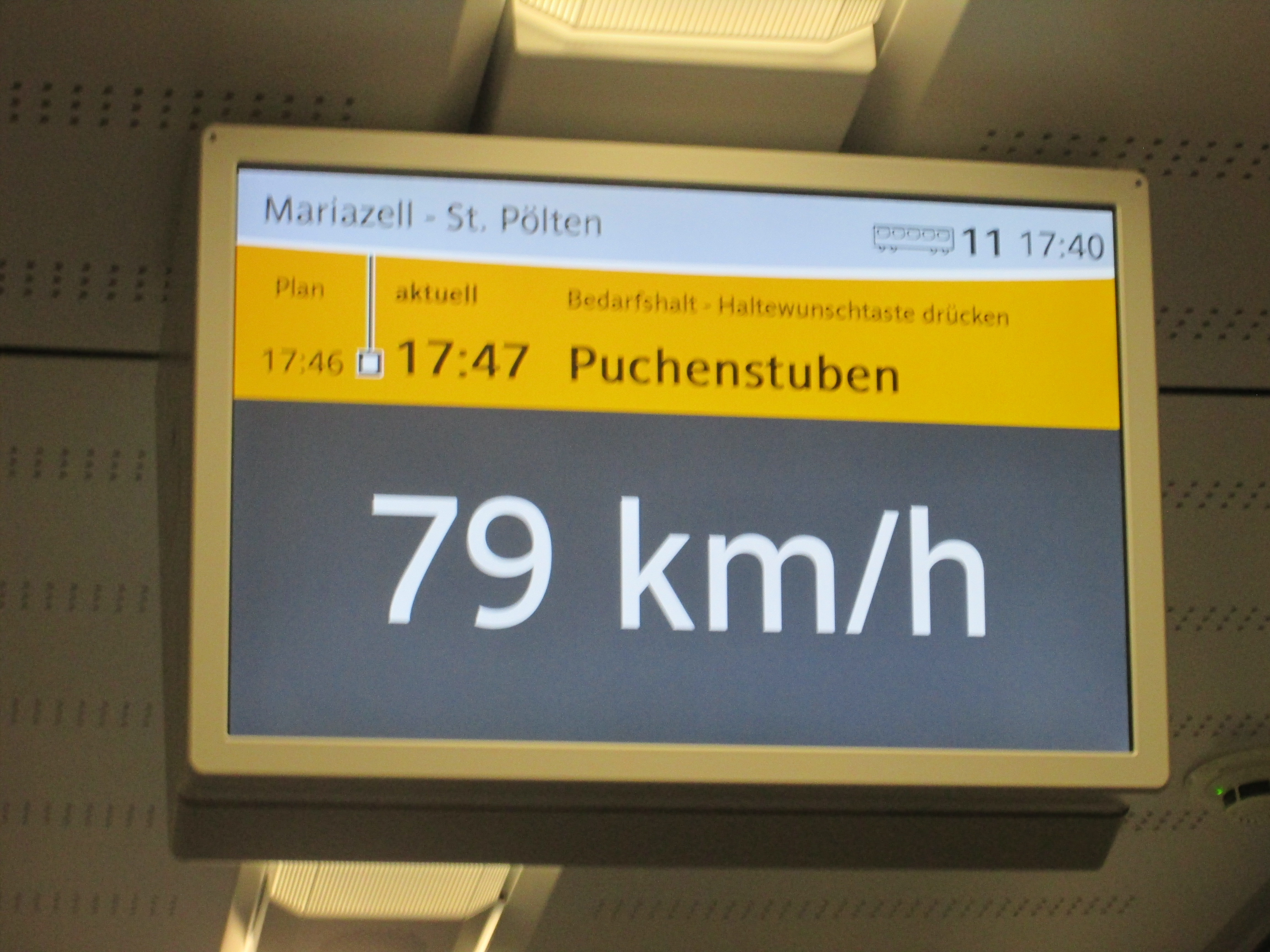
速度が表示されている情報ディスプレイ

## 運用
2012年から製造が開始され、同年の12月に一般公開が行われた。翌年の2013年に試運転が開始された後、同年の9月以降営業運転を行っている。ET1形のみの運転に加え、2014年の夏季からはパノラマ客車を後方に連結した観光列車にも使用されている。
通常運転に使用される7編成に加えて、観光シーズンの夏季などの多客時に備えて2編成を所有している。

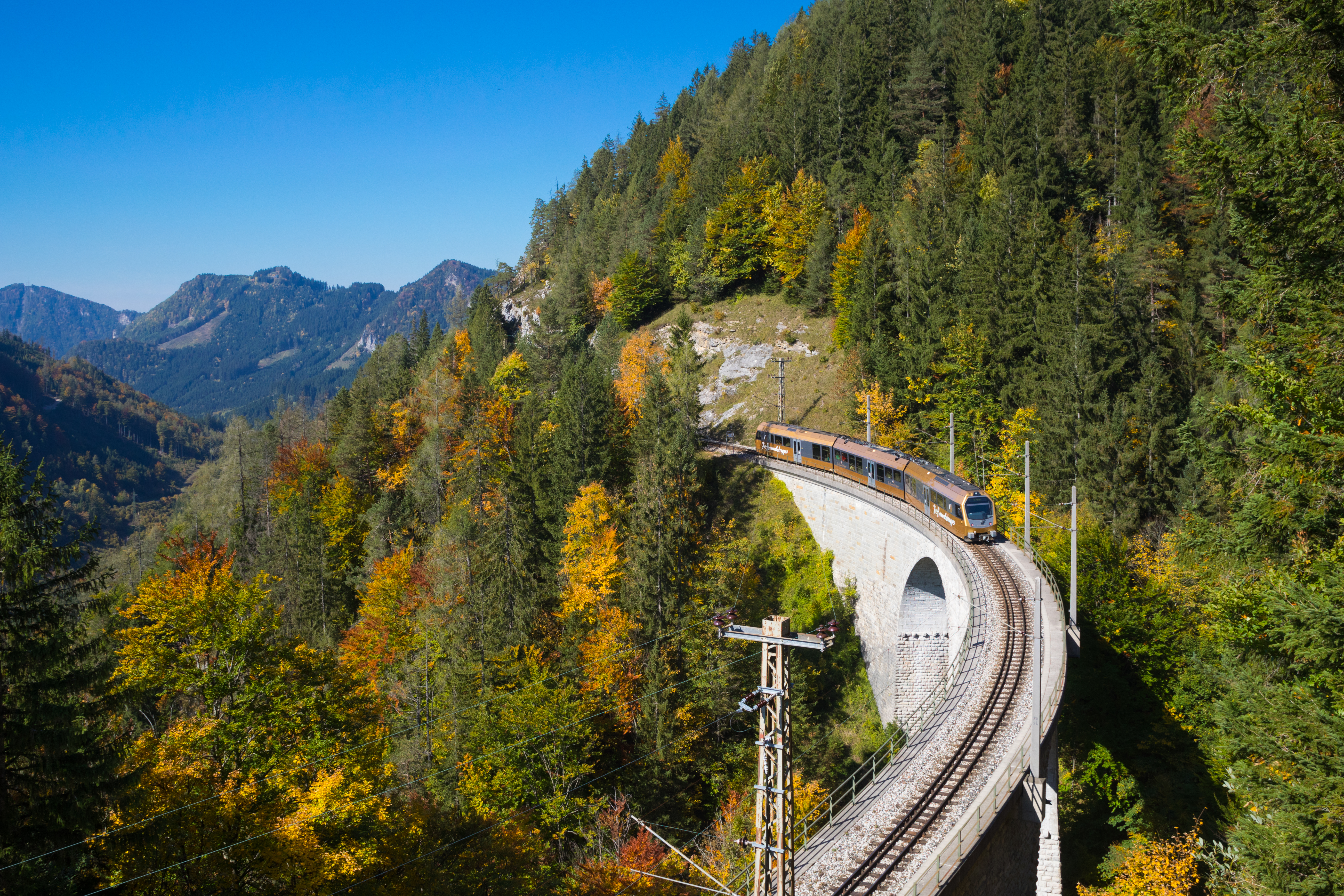
雄大な自然に囲まれながら走る
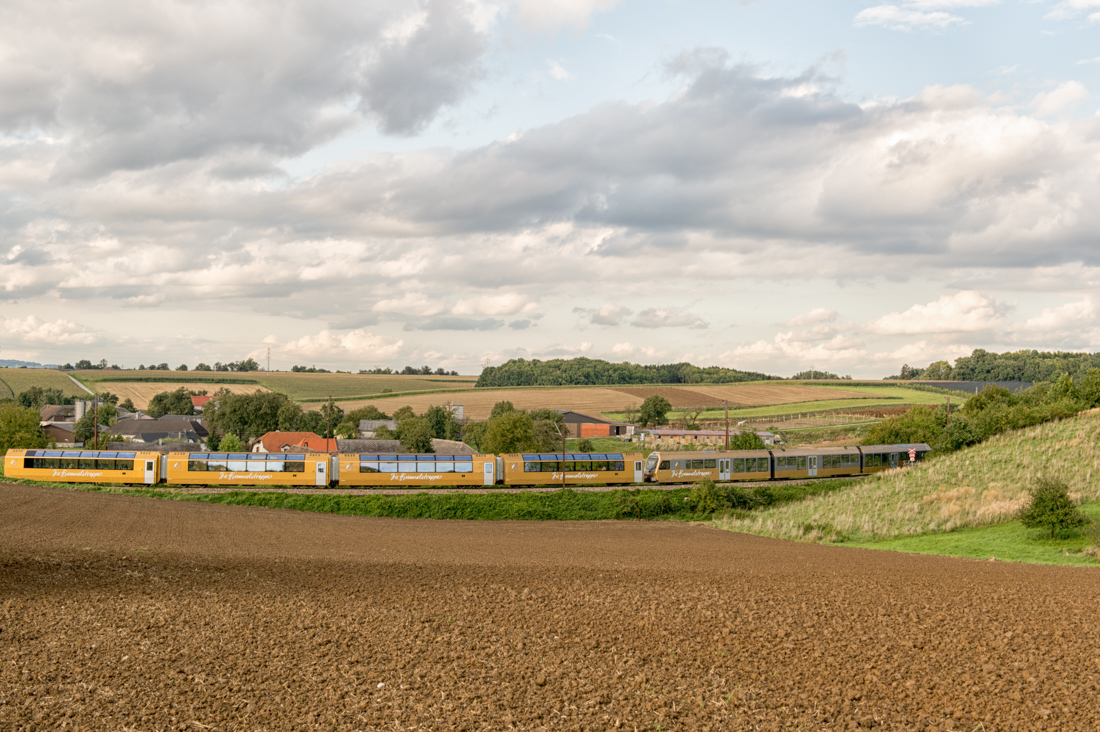
夏季はパノラマ客車と連結して運転する列車も存在する